# Rodrigo Garcia
Rodrigo Garcia (Tanabi, 10 de mayo de 1974) es un abogado, empresario y político brasileño, afiliado al Partido de la Social Democracia Brasileña (PSDB).

## Trayectoria política
Fue diputado estadual electo por tres legislaturas consecutivas, 1999-2002, 2003-2006 y 2007-2010, y presidente de la Asamblea Legislativa de São Paulo del 15 de marzo de 2005 al 15 de marzo de 2007. También ejerció como vicegobernador de São Paulo, acumulando la función con el cargo de Secretario de Estado de Gobierno hasta que asumió como gobernador en abril de 2022.
Dejó el cargo de diputado para dirigir la Secretaría Municipal de Modernización, Gestión y Desburocratización del Ayuntamiento de São Paulo, de 2008 a 2010. En abril de 2010, regresó a la Asamblea Legislativa para continuar su trabajo como diputado estatal por los demócratas Fue vicepresidente nacional del DEM y secretario general del partido en el Estado de São Paulo.
En mayo de 2011, fue invitado por el gobernador del Estado de São Paulo, Geraldo Alckmin, a asumir el cargo de Secretario de Estado de Desarrollo Social.
El 28 de mayo de 2013, nuevamente por invitación del gobernador Geraldo Alckmin, asumió el cargo de Secretario de Desarrollo Económico, Ciencia y Tecnología del Estado de São Paulo, que luego se convirtió en Secretario de Desarrollo del Estado de São Paulo. El 3 de abril de 2014 dejó el mando de la Secretaría para regresar a la Cámara Federal.
En las elecciones de 2014 para la 55.ª legislatura (2015-2019), Rodrigo fue el quinto diputado federal más votado en el Estado de São Paulo, con 336.151 votos. El 1 de febrero de 2015 asumió su quinto mandato. Luego, el 19 de marzo de 2015, se despidió de su cargo para asumir la Secretaría de Estado de Vivienda en el nuevo gobierno de Geraldo Alckmin. Votó a favor de acusar a Dilma Rousseff.
En las elecciones de 2018, se postuló como vicegobernador en la candidatura de João Doria, por lo que resultó electo en segunda vuelta.
Como Secretario de Gobierno, Rodrigo García coordina todas las acciones estratégicas del Estado: vacunas, concesiones, inversiones públicas, alianzas público-privadas y todos los grandes programas de gestión de las demás secretarías.
En 2021, luego de 27 años, Rodrigo García dejó las filas de los demócratas para unirse al PSDB.